# Aphodius schirparakensis
Aphodius schirparakensis is een keversoort uit de familie bladsprietkevers (Scarabaeidae). De wetenschappelijke naam van de soort is voor het eerst geldig gepubliceerd in 1955 door Petrovitz.